# Heterospilus microstigmi
Heterospilus microstigmi är en stekelart som beskrevs av Richards 1935. Heterospilus microstigmi ingår i släktet Heterospilus och familjen bracksteklar. Inga underarter finns listade i Catalogue of Life.